# Сп'яццо
Сп'яццо (італ. Spiazzo) — муніципалітет в Італії, у регіоні Трентіно-Альто-Адідже, провінція Тренто.
Сп'яццо розташований на відстані близько 490 км на північ від Рима, 30 км на захід від Тренто.
Населення — 1275 осіб (2014).

## Демографія
Населення за роками:

Станом на 1 січня 2023 року в муніципалітеті офіційно проживало 119 іноземців з 22 країн, серед них 42 громадяни країн Євросоюзу та 4 громадяни України.

## Сусідні муніципалітети
- Боченаго
- Кадерцоне-Терме
- Даоне
- Джустіно
- Массімено
- Тре-Вілле
- Пелуго
- Понте-ді-Леньо
- Савіоре-делл'Адамелло
- Стрембо
- Вермільйо